# Rozkaz o „Jurysdykcji Barbarossa”
Rozkaz o „Jurysdykcji Barbarossa” (niem. Gerichtsbarkeit „Barbarossa”) – rozkaz wydany w imieniu Adolfa Hitlera przez feldmarszałka Wilhelma Keitla w dniu 13 maja 1941 r., regulujący zasady postępowania Wehrmachtu na terenach przyszłej okupacji niemieckiej na Wschodzie oraz zawierający wytyczne w sprawie traktowania zamieszkującej te obszary ludności cywilnej. Przewidywał między innymi: wyjęcie ludności ZSRR spod prawa, szerokie stosowanie zasady odpowiedzialności zbiorowej oraz zapewniał daleko idącą bezkarność członkom przyszłych władz okupacyjnych. Rozkaz o „Jurysdykcji Barbarossa” stanowił jedną z głównych podstaw „prawnych” ludobójczej polityki prowadzonej przez Niemców na okupowanych obszarach ZSRR.

## Geneza rozkazu
Założenia rozkazu o „Jurysdykcji Barbarossa” – podobnie zresztą jak pozostałych „zbrodniczych rozkazów” wydanych przed rozpoczęciem operacji „Barbarossa” – były pochodną celów i charakteru wojny, którą III Rzesza prowadziła przeciwko Związkowi Radzieckiemu. W oczach Hitlera i pozostałych nazistowskich przywódców nie był to bowiem zwykły konflikt, lecz wojna przeciwstawnych ideologii i ras, której celem było „zniszczenie azjatycko-barbarzyńskiego bolszewizmu” oraz zdobycie tzw. „przestrzeni życiowej na Wschodzie”. Na spotkaniu z dowództwem Wehrmachtu w dniu 30 marca 1941 r. Hitler jasno dał do zrozumienia swoim generałom, iż nieograniczona bezwzględność będzie regułą, wedle której Niemcy będą podbijać i pacyfikować swoją nową domenę. Führer obawiał się jednak, że konieczność przestrzegania procedur prawnych może przeszkodzić w szybkim i skutecznym spacyfikowaniu okupowanych terytoriów, dlatego nakazał przygotowanie rozkazów, które w zamyśle miały znacznie „uprościć” rozprawę z zamieszkującą je ludnością. W tym celu zamierzał ograniczyć jurysdykcję wojskową tylko do wewnętrznych spraw armii.
W tym miejscu nazistowska ideologia splotła się z interesami dowództwa Wehrmachtu, któremu zależało na skutecznym zabezpieczeniu zaplecza i szlaków zaopatrzeniowych dla walczących na froncie wschodnim dywizji. Stąd też generałowie Wehrmachtu, tacy jak Jodl i Halder, wzięli aktywny udział w pracach nad formułowaniem założeń rozkazu o jurysdykcji. Zwłaszcza ten ostatni działał na rzecz umieszczenia w rozkazie zapisów o stosowaniu odpowiedzialności zbiorowej wobec mieszkańców terenów, na których aktywna była partyzantka.

## Główne założenia rozkazu
13 maja 1941 r. feldmarszałek Wilhelm Keitel, szef Naczelnego Dowództwa Wehrmachtu, wydał w imieniu Hitlera rozkaz zatytułowany „Zarządzenie o wykonywaniu jurysdykcji wojskowej w strefie „Barbarossa” oraz stosowaniu przez wojska środków specjalnych” (niem. Erlass über die Ausübung der Gerichtsbarkeit im Gebiet “Barbarossa” und über besondere Maßnahmen der Truppe). Przeszedł on do historii jako rozkaz o „Jurysdykcji Barbarossa” (niem. Gerichtsbarkeit Barbarossa). Zarządzenie zaczynało się od stwierdzenia, że braki kadrowe i „specjalna natura wroga” oznaczają konieczność „bezlitosnej” samoobrony niemieckiego wojska wobec jakiegokolwiek zagrożenia ze strony ludności cywilnej. Podkreślano również, iż przy realizacji tego rozkazu niemieccy dowódcy powinni pamiętać, iż bolszewizm przyczynił się do załamania Niemiec w roku 1918, czego konsekwencją były cierpienia ludności niemieckiej oraz krwawe straty poniesione przez ruch narodowosocjalistyczny.
W dalszej kolejności rozkaz precyzował, iż:
- „Partyzanci mają być bezlitośnie wyeliminowani w walce lub podczas prób ucieczki”, a wszystkie inne ewentualne ataki ludności cywilnej na żołnierzy Wehrmachtu mają być „dławione przez wojsko na miejscu przy użyciu skrajnych środków, aż do unicestwienia atakujących”;
- Każdy oficer niemiecki na terenie przyszłej okupacji na Wschodzie będzie upoważniony do wykonania egzekucji bez sądu, bez wszelkich formalności, na każdej osobie podejrzanej o wrogi stosunek do Niemców (dotyczyło to również jeńców wojennych);
- Jeżeli nie udałoby się zidentyfikować i ukarać sprawców antyniemieckich wystąpień, dozwolone miało być stosowanie zasady odpowiedzialności zbiorowej. „Środki zbiorowe” wobec mieszkańców rejonu, w którym doszło ataku partyzantów, można było zastosować po uzyskaniu zgody dowódcy batalionu lub wyższego stopnia dowodzenia;
- Żołnierze niemieccy, którzy dopuścili się zbrodni przeciwko ludności ZSRR i jeńcom wojennym mieli być zwolnieni od odpowiedzialności karnej, nawet jeżeli popełnione przez nich czyny podlegały karze wedle przepisów niemieckich.

24 maja 1941 r., feldmarszałek Walther von Brauchitsch stojący na czele niemieckiego Naczelnego Dowództwa Wojsk Lądowych (Oberkommando des Heeres – OKH), nieco zmodyfikował założenia rozkazu ws. „Jurysdykcji Barbarossa”. Wydany przez niego „Rozkaz o utrzymaniu dyscypliny” (traktowany jako załącznik do rozkazu o jurysdykcji) precyzował, iż postanowienia Gerichtsbarkeit Barbarossa mogą być stosowane wyłącznie w wypadkach, gdy nie ucierpi na tym dyscyplina wojskowa. Wbrew temu, co utrzymywali po wojnie generałowie Wehrmachtu (np. Heinz Guderian), von Brauchitsch nie zamierzał jednak złagodzić zapisów rozkazu o jurysdykcji, ani w żaden sposób nie naruszał intencji Hitlera. Jego rozkaz miał bowiem zapobiec wyłącznie indywidualnym ekscesom, nie zmieniając eksterminacyjnych założeń dokumentu.
Rozkaz o „Jurysdykcji Barbarossa” był najważniejszym, obok słynnego „Rozkazu o komisarzach”, spośród „zbrodniczych rozkazów” wydanych przez władze III Rzeszy przed rozpoczęciem inwazji na ZSRR. Stanowił jedną z głównych podstaw „prawnych” ludobójczej polityki prowadzonej przez Niemców na okupowanych obszarach na Wschodzie.